# Fremont (fiume)
Il Fremont è un fiume che scorre nella regione centrale dello Utah, negli Stati Uniti. Fuoriesce dal lago artificiale del Johnson Valley Reservoir, posto a nord-est del lago Fish, e attraversa il parco nazionale di Capitol Reef in direzione sud-ovest. Dalla confluenza col Muddy Creek presso Hanksville, dà origine al fiume Dirty Devil, un affluente di destra del Colorado. Il fiume Fremont attraversa la contea di Wayne e le città di Fremont, Loa, e Torrey. Il bacino del fiume Fremont raccoglie le acque superficiali e di scioglimento primaverile delle nevi provenienti dai rilievi di Thousand Lake Mountain, Boulder Mountain e delle Henry Mountains.
Il fiume deve il suo nome all'esploratore John C. Frémont che visitò la regione nel 1853-1854. Il fiume ha a sua volta dato il nome alla cultura precolombiana di Fremont.